# المهدي قرناس
المهدي قرناس (1990 المغرب) هو لاعب كرة قدم مغربي.

## روابط خارجية
- المهدي قرناس على موقع قاعدة بيانات كرة القدم.إي يو (الإنجليزية)
- المهدي قرناس على موقع ناشيونال فوتبول تيمز (الإنجليزية)